# 齋藤貢
齋藤 貢（さいとう みつぐ、1954年- ）は、日本の詩人。本名は齋藤貢一。

## 略歴
福島県生まれ、いわき市在住。茨城大学卒。1979年に教員となり、福島県立小高商業高等学校や福島県立郡山東高等学校の校長を歴任。詩誌「白亜紀」「歴程」同人。福島県現代詩人会理事長。日本ペンクラブ会員。1987年、第40回福島県文学賞受賞（詩集『奇妙な容器』にて）。2019年『夕焼け売り』で現代詩人賞受賞。

## 著書
- 『蜜月前後 詩集』思潮社 1999　ISBN 978-4783711711
- 『追想記』文芸社 2004　ISBN 978-4835575193
- 『モルダウから山振まで』思潮社 2006　ISBN 978-4783721208
- 『竜宮岬』思潮社 2010　ISBN 978-4783732167
- 『汝は、塵なれば』思潮社 2013　ISBN 978-4783733751
- 『夕焼け売り』思潮社 2018　ISBN 978-4783736332
- 『遠い春』思潮社 2024　ISBN 978-4783745716